# Feldkirch, Haut-Rhin
Feldkirch là một xã thuộc tỉnh Haut-Rhin trong vùng Grand Est, đồng bắc Pháp. Xã này có diện tích 4,21 km², dân số năm 1999 là 937 người. Khu vực này có độ cao trung bình 230 mét trên mực nước biển.